# 네이트 아치볼드

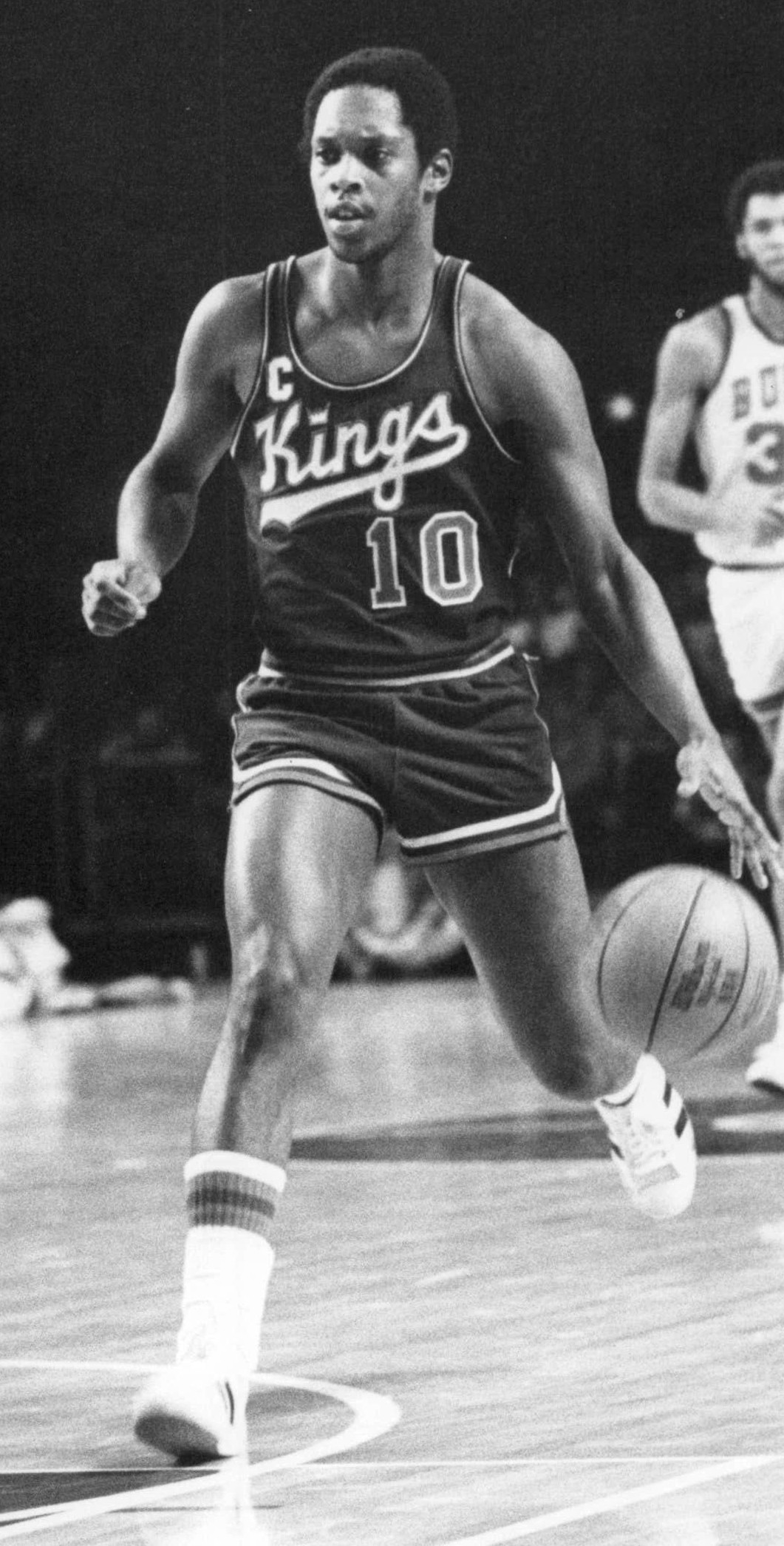
1974년 새크라멘토 킹스에서 뛰고있는 모습

네이트 아치볼드(영어: Nathaniel "Tiny" Archibald, 1948년 9월 2일 ~ )는 미국의 은퇴한 프로 농구 선수이다. NBA(전미 농구 협회)에서 14년을 보냈으며, 특히 신시내티 로열스/캔자스시티-오마하 킹스 및 보스턴 셀틱스에서 활약했다. 1991년에 네이스미스 농구 명예의 전당과 뉴욕시 농구 명예의 전당에 헌액되었다.
아치볼드는 기꺼이 패스하는 선수이자 미드레인지에서 적절한 슈터였다. 그러나 바스켓으로 가는 도중에 정기적으로 수비수들을 지나쳐 지나가기 때문에 그를 오픈 코트에서 수비하기 어렵게 만든 것은 그의 민첩함, 속도 및 민첩성이었다. 이러한 다재다능함은 아치볼드가 같은 시즌(1972-73)에 득점과 어시스트 부문에서 NBA를 이끄는 데 도움이 되었으며, 리그 역사상 단 두 명의 선수 중 첫 번째 선수가 되었다.